# 커들드
커들드(Curdled)는 미국에서 제작된 렙 브래드독 감독의 1996년 코미디, 범죄, 스릴러 영화이다. 윌리암 볼드윈 등이 주연으로 출연하였다.

## 출연

### 주연
- 윌리암 볼드윈
- 안젤라 존스

### 조연
- 브루스 람세이
- 로이스 차일스
- 베리 코빈
- 멜 고햄
- 데이지 푸엔티스
- 카멘 로페즈
- 비비엔 센데이디에고
- 캐리대드 라벨로
- 산드라 티그펜
- 켈리 프레스톤
- 루피타 페러
- 테레스 마리 구티에레즈

## 제작진
- Line PD: 쉘리 글래저
- 미술: 쉐먼 윌리엄스
- 의상: 비벌리 세피어